# Carlos Castro García
Carlos Castro García (Ujo, 1º giugno 1995) è un ex calciatore spagnolo, di ruolo attaccante.

## Palmarès

### Club

#### Competizioni nazionali
- Campionato georgiano: 1

Dinamo Tbilisi: 2020
- Supercoppa di Georgia: 1

Dinamo Tbilisi: 2021